# Grand Prix moto de France 1955
Le Grand Prix moto de France 1955 est la deuxième manche du Championnat du monde de vitesse moto 1955. La compétition s'est déroulée le 14 au 15 mai 1955 sur le Circuit de Reims-Gueux. C'est la 25e édition du Grand Prix moto de France et la 4e édition comptant pour le championnat du monde.

## Résultats des 500 cm³
| Pos  | Pilote            | Moto      | Temps/Écart       | Points |
| ---- | ----------------- | --------- | ----------------- | ------ |
| 1    | Geoff Duke        | Gilera    | 1 h 22 min 52 s 8 | 8      |
| 2    | Libero Liberati   | Gilera    | + 2 min 00 s 0    | 6      |
| 3    | Reg Armstrong     | Gilera    | + 2 min 22 s 4    | 4      |
| 4    | Tito Forconi      | MV Agusta | + 1 tour          | 3      |
| 5    | Jacques Collot    | Norton    | + 3 tours         | 2      |
| 6    | Firmin Dauwe      | Norton    | + 4 tours         | 1      |
| 7    | Florian Camathias | Norton    | + 4 tours         |        |
| 8    | Marcel Beauvais   | Norton    | + 5 tours         |        |
| 9    | Jean-Pierre Bayle | Norton    | + 5 tours         |        |
| 10   | Pierre Monneret   | Gilera    | + 8 tours         |        |
| 11   | Carlo Bandirola   | MV Agusta | + 10 tours        |        |
| Abd. | Auguste Goffin    | Norton    | Abandon           |        |
| Abd. | Peter Murphy      | Matchless | Abandon           |        |
| Abd. | Francis Flahout   | Norton    | Abandon           |        |
| Abd. | John Storr        | Norton    | Abandon           |        |
| Abd. | Robin Fitton      | Norton    | Abandon           |        |
| Abd. | Hans Haldemann    | Norton    | Abandon           |        |
| Abd. | Nello Pagani      | MV Agusta | Abandon           |        |

## Résultats des 350 cm³
| Pos | Pilote          | Moto       | Temps | Points |
| --- | --------------- | ---------- | ----- | ------ |
| 1   | Duilio Agostini | Moto Guzzi |       | 8      |
| 2   | Dickie Dale     | Moto Guzzi |       | 6      |
| 3   | Roberto Colombo | Moto Guzzi |       | 4      |
| 4   | Auguste Goffin  | Norton     |       | 3      |
| 5   | Peter Murphy    | AJS        |       | 2      |
| 6   | Jacques Collot  | Norton     |       | 1      |
| 7   | ...             | ...        |       |        |

## Résultats des 125 cm³
| Pos | Pilote            | Moto       | Temps | Points |
| --- | ----------------- | ---------- | ----- | ------ |
| 1   | Carlo Ubbiali     | MV Agusta  |       | 8      |
| 2   | Luigi Taveri      | MV Agusta  |       | 6      |
| 3   | Giuseppe Lattanzi | FB Mondial |       | 4      |
| 4   | Tarquinio Provini | FB Mondial |       | 3      |
| 5   | Angelo Copeta     | MV Agusta  |       | 2      |
| 6   | Romolo Ferri      | FB Mondial |       | 1      |
| 7   | ...               | ...        |       |        |